# River Bend (Missouri)
River Bend é uma vila localizada no estado americano de Missouri, no Condado de Jackson.

## Demografia
Segundo o censo americano de 2000, a sua população era de 10 habitantes.
Em 2006, foi estimada uma população de 9, um decréscimo de 1 (-10.0%).

## Geografia
De acordo com o United States Census Bureau tem uma área de
4,5 km², dos quais 3,4 km² cobertos por terra e 1,1 km² cobertos por água.

## Localidades na vizinhança
O diagrama seguinte representa as localidades num raio de 8 km ao redor de River Bend.